# Serie A1 (hockey su pista)
La Serie A1 è la massima categoria del campionato italiano di hockey su pista.
L'hockey su pista fece la sua apparizione in Italia nel 1913, più precisamente il 12 dicembre 1913, quando il Club Savini di Milano disputò un incontro in terra elvetica contro la nazionale svizzera; quella fu appunto la prima partita di cui si abbia notizia giocata da una squadra italiana.
Successivamente nel 1922 sorse a Milano la Federazione italiana pattinaggio a rotelle ed come primo presidente fu eletto il conte Alberto Bonacossa. Tra le prime società con una certa struttura tecnica organizzativa è doveroso ricordare il Genova Hockey Club, la Pro Vercelli, il Club Padova, l'Hockey Novara, il Milan, la Triestina, l'Hockey Club Sempione e l'Excelsior Pola di Pola.

## Formula e regolamento
Al campionato prendono parte 14 squadre.

### Stagione regolare
La prima fase (stagione regolare) si svolge secondo la formula del girone all'italiana: ogni formazione affronta tutte le altre due volte, una presso la propria pista (partita in casa), una presso la pista avversa (partita in trasferta). Vengono assegnati tre punti alla squadra che vince una partita, un punto a ciascuna squadra in caso di pareggio e zero alla squadra sconfitta. La classifica viene stilata in base ai punti conseguiti complessivamente; in caso di parità tra due o più squadre, le posizioni in graduatoria vengono determinate prendendo in considerazione i seguenti criteri discriminanti, elencati in ordine di importanza:
1. punti conseguiti negli scontri diretti;
2. differenza reti negli scontri diretti;
3. differenza reti complessiva;
4. numero di reti segnate complessivamente.

### Play-off scudetto
Le prime dieci classificate della stagione regolare disputano i play-off scudetto con la formula dell'eliminazione diretta (preliminare e quarti al meglio delle tre partite; semifinali e finale al meglio delle cinque). La società vincitrice dei play-off conquista il titolo di squadra campione d'Italia.

### Play-out retrocessione
Le ultime quattro squadre classificate al termine della stagione regolare mantengono la metà dei loro punti e danno vita ad un girone di play-out da sei giornate; le ultime due sono retrocesse in Serie A2 nella stagione successiva.

### Numero di partecipanti
- 1950-1955: 8 squadre
- 1956-1970: 10 squadre
- 1971-1977: 12 squadre
- 1978-1987: 14 squadre
- 1988-1993: 16 squadre
- 1994: 14 squadre
- 1995-2002: 12 squadre
- 2003-presente: 14 squadre

## Simboli

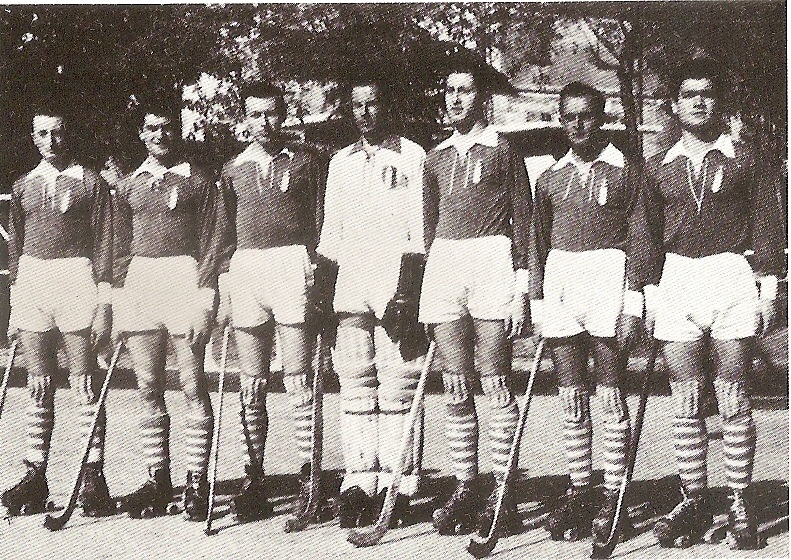
L'Hockey Novara nella stagione 1950 vincitore del 10º scudetto

Come in uso in altri sport di squadra in Italia, per tutta la stagione successiva alla vittoria del campionato, la squadra campione d'Italia può sfoggiare sulla propria divisa lo scudetto, ovvero un distintivo simboleggiante l'affermazione nel precedente torneo. Questo richiama i colori della bandiera nazionale e ha la forma, per l'appunto, di un piccolo scudo.
La Triestina, dopo la conquista del suo decimo scudetto nella stagione 1941, fu la prima squadra a fregiarsi sulla maglia della stella commemorativa; venne seguita nei decenni successivi dal Novara. 
Le attuali società assegnatarie delle stelle in Serie A/A1 sono le seguenti:
- Novara (1950, 1977 e 1999-2000)
- Triestina (1941)

## Storia
Il primo campionato nazionale fu disputato interamente a Milano nel 1922 e vi parteciparono quattro club; il torneo venne vinto dall'Excelsior Pola: la squadra dell'Istria iscrisse così per prima il proprio nome nell'albo d'oro del neonato torneo. I campionati del 1923 e del 1924 vennero vinti dalla squadra milanese dell'Hockey Club Sempione.

Dominatrici delle prime edizione del campionato furono la Triestina e il Novara vittoriosi di 17 scudetti (rispettivamente 11 e 7) sulle prime 21 edizioni del torneo. Gli anni cinquanta vedranno affermarsi altre realtà nel panorama dell'hockey nazionale come l'Hockey Club Monza e l'Amatori Modena.
Uno dei periodi di massimo splendore per il campionato italiano furono gli anni ottanta del secolo scorso, coincidenti con un periodo di vittorie prestigiose della nazionale maggiore. In quegli anni a dominare la ribalta, oltre al solito Novara, ci furono l'Amatori Vercelli e il Roller Monza. Dopo questo periodo il torneo subì un declino passando in terzo piano rispetto ai tornei maggiori di Spagna e Portogallo. Nuove realtà vinsero lo scudetto; in particolare fu assoluta protagonista per un quadriennio il Follonica degli immarcabili, capace di vincere, per la prima volta da parte di una squadra italiana, anche la Champions League 2005-2006.

## Le squadre
Sono 70 le squadre ad aver preso parte ai 76 campionati di Serie A/A1 a girone unico che sono stati disputati a partire dal 1950 fino alla stagione 2024-2025 (della quale si riportano in grassetto le squadre partecipanti):
- 60 volte:  Novara,  Valdagno
- 55 volte:  Bassano
- 52 volte:  Follonica
- 48 volte:  Amatori Lodi
- 46 volte:  Breganze,  Trissino
- 42 volte:  CGC Viareggio,  Monza
- 39 volte:  Forte dei Marmi
- 33 volte:  Amatori Modena
- 28 volte:  AFP Giovinazzo
- 27 volte:  Triestina
- 21 volte:  Amatori Vercelli
- 19 volte:  DLF Trieste
- 18 volte:  Prato 1954
- 17 volte:  Reggiana,  Seregno 2012
- 16 volte:  Sarzana
- 14 volte:  Gorizia,  Sandrigo,  Roller Salerno
- 13 volte:  Pirelli,  Pordenone,  Roller Monza
- 12 volte:  Castiglione,  Lodi,  Thiene
- 10 volte:  Grosseto,  HRC Monza
- 9 volte:  Amatori Reggio Emilia,  Roller Scandiano
- 8 volte:  Correggio,  Lazio
- 7 volte:  Edera Trieste
- 6 volte:  Matera,  Montebello
- 5 volte:  Bolzanetese,  GSH Molfetta,  Roller Bassano,  Roller Novara
- 4 volte:  Rotellistica 93
- 3 volte:  Amatori Novara,  Cremona,  HC Correggio,  Forza e Costanza,  Rollen Pordenone,  Sporting Viareggio,  Vercelli
- 2 volte:  Arengo Monza,  ENEL Bari,  Mirabello,  Monfalcone,  Pattinatori Pistoia,  Salerno,  SC Follonica,  Sporting 93 Lodi
- 1 volta:  ASH Lodi,  Azzurra Novara,  MDA Roma,  Mens Sana Siena,  Montecchio P.,  Oderzo,  Paglieri Alessandria,  Salernitana,  Pordenone 2004,  Rapid Modena,  SPV Viareggio,  Treviso,  Villa d'Oro Modena

## Albo d'oro
Di seguito è riportato l'albo d'oro del campionato italiano di hockey su pista. Dal 1922 a oggi il campionato è stato vinto, almeno una volta, da ventidue squadre diverse.
- 1922:  Excelsior Pola (1º)
- 1923:  Sempione (1º)
- 1924:  Sempione (2º)
- 1925:  Triestina (1º)
- 1926:  Triestina (2º)
- 1927:  Triestina (3º)
- 1928:  Triestina (4º)
- 1929:  Triestina (5º)
- 1930:  Novara (1º)
- 1931:  Novara (2º)
- 1932:  Novara (3º)
- 1933:  Novara (4º)
- 1934:  Novara (5º)
- 1935:  Milan (1º)
- 1936:  Novara (6º)
- 1937:  Pubblico Impiego Trieste (6º)
- 1938:  Pubblico Impiego Trieste (7º)
- 1939:  Pubblico Impiego Trieste (8º)
- 1940:  Pubblico Impiego Trieste (9º)
- 1941:  Pubblico Impiego Trieste (10º)
- 1942:  Pubblico Impiego Trieste (11º)
- Dal 1943 al 1944: Campionato non disputato
- 1945:  Triestina (12º)
- 1946:  Novara (7º)
- 1947:  Novara (8º)
- 1948:  Edera Trieste (1º)
- 1949:  Novara (9º)
- 1950:  Novara (10º)
- 1951:  Monza (1º)
- 1952:  Triestina (13º)
- 1953:  Monza (2º)
- 1954:  Triestina (14º)
- 1955:  Triestina (15º)
- 1956:  Monza (3º)
- 1957:  Amatori Modena (1º)
- 1958:  Novara (11º)
- 1959:  Novara (12º)
- 1960:  Amatori Modena (2º)
- 1961:  Monza (4º)
- 1962:  Triestina (16º)
- 1963:  Triestina (17º)
- 1964:  Triestina (18º)
- 1965:  Monza (5º)
- 1966:  Monza (6º)
- 1967:  Triestina (19º)
- 1968:  Monza (7º)
- 1969:  Novara (13º)
- 1970:  Novara (14º)
- 1971:  Novara (15º)
- 1972:  Novara (16º)
- 1973:  Novara (17º)
- 1974:  Novara (18º)
- 1975:  Novara (19º)
- 1976:  Laverda Breganze (1º)
- 1977:  Novara (20º)
- 1978:  Trissino (1º)
- 1979:  Laverda Breganze (2º)
- 1979-1980:  AFP Giovinazzo (1º)
- 1980-1981:  Amatori Lodi (1º)
- 1981-1982:  Reggiana (1º)
- 1982-1983:  Amatori Vercelli (1º)
- 1983-1984:  Amatori Vercelli (2º)
- 1984-1985:  Novara (21º)
- 1985-1986:  Amatori Vercelli (3º)
- 1986-1987:  Novara (22º)
- 1987-1988:  Novara (23º)
- 1988-1989:  Roller Monza (1º)
- 1989-1990:  Roller Monza (2º)
- 1990-1991:  Seregno (1º)
- 1991-1992:  Roller Monza (3º)
- 1992-1993:  Novara (24º)
- 1993-1994:  Novara (25º)
- 1994-1995:  Novara (26º)
- 1995-1996:  Roller Monza (4º)
- 1996-1997:  Novara (27º)
- 1997-1998:  Novara (28º)
- 1998-1999:  Novara (29º)
- 1999-2000:  Novara (30º)
- 2000-2001:  Novara (31º)
- 2001-2002:  Novara (32º)
- 2002-2003:  Prato Primavera (1º)
- 2003-2004:  Bassano 54 (1º)
- 2004-2005:  Follonica (1º)
- 2005-2006:  Follonica (2º)
- 2006-2007:  Follonica (3º)
- 2007-2008:  Follonica (4º)
- 2008-2009:  Bassano 54 (2º)
- 2009-2010:  Marzotto Valdagno (1º)
- 2010-2011:  CGC Viareggio (1º)
- 2011-2012:  Marzotto Valdagno (2º)
- 2012-2013:  Marzotto Valdagno (3º)
- 2013-2014:  Forte dei Marmi (1º)
- 2014-2015:  Forte dei Marmi (2º)
- 2015-2016:  Forte dei Marmi (3º)
- 2016-2017:  Amatori Lodi (2º)
- 2017-2018:  Amatori Lodi (3º)
- 2018-2019:  Forte dei Marmi (4º)
- 2019-2020: titolo non assegnato[5]
- 2020-2021:  Amatori Lodi (4º)
- 2021-2022:  Trissino (2º)
- 2022-2023:  Trissino (3º)
- 2023-2024:  Forte dei Marmi (5º)